# Новотошковское
Новотошковское (укр. Новотошківське) — посёлок в Северодонецком районе Луганской области Украины. С 26 апреля 2022 года территория посёлка находится под контролем Российской Федерации.

## История
Основан в 1957 году. 
До 7 октября 2014 года был в составе Кировского городского совета Луганской области Украины. 
С 5 апреля по 24 апреля 2022 года в посёлке шли ожесточенные бои между ВСУ и НМ ЛНР. С 26 апреля 2022 года под российской оккупацией.

## Демография
В январе 1989 года численность населения составляла 3791 человек. По переписи 2001 года население составляло 2722 человека. На 1 января 2013 года численность населения составляла 2349 человек.